# Яннік Веро
Яннік Веро (фр. Yannick Vero, нар. 28 лютого 1990) — таїтянський футболіст, захисник клубу «Дрегон» та національної збірної Таїті.

## Клубна кар'єра
У дорослому футболі дебютував 2008 року виступами за команду клубу «Ваєте», в якій провів чотири сезони.
До складу клубу «Дрегон» приєднався 2012 року.

## Виступи за збірну
2010 року дебютував в офіційних матчах у складі національної збірної Таїті. Наразі провів у формі головної команди країни 6 матчів.
У складі збірної був учасником кубка націй ОФК 2012 року, що проходив на Соломонових Островах і на якому таїтянці вперше в історії здобули титул переможця турніру.
Учасник розіграшу Кубка конфедерацій 2013 року у Бразилії.

## Досягнення
- Володар Кубка націй ОФК: 2012